# Bethylidae
Bethylidae sunt o familie de viespi aculeate din superfamilia Chrysidoidea. Ca familie, biologia lor variază între viespi parazitoide și viespe vânătoare.

## Prezentare generală
La fel ca majoritatea Chrysidoidea, Bethylidae sunt himenoptere înțepătoare și majoritatea sunt parazitoizi. Unii dintre ei, totuși, și-au dezvoltat biologia parazitoidă pe linii de pradă și își înțepă și malaxarea victimele lor până la paralizie. Apoi ascund prada și își depun ouăle peste ele.

Conform lui Azevedo ș.a. (2018) sunt recunoscute opt subfamilii ale Bethylidae:

Sierola gilbertae dorsală

- Pristocerinae
- Epyrinae
- Mesitiinae
- Bethylinae
- Scleroderminae
- †Lancepyrinae
- †Protopristocerinae
- †Holopsenellinae

## Genuri
Conform lui Azevedo ș.a. (2018) există 96 de genuri aparținând familiei Bethylidae. Unele sunt enumerate aici:
- Afrobethylus Ramos & Azevedo g
- Afrocera Benoit, 1983 g
- Allepyris Kieffer, 1905 g
- Allobethylus Kieffer, 1905 g
- Anaylax Moczar, 1970 g
- Anisepyris Kieffer, 1906 g b
- Anisobrachium Kieffer, 1905 g
- Apenesia Westwood, 1874 g b

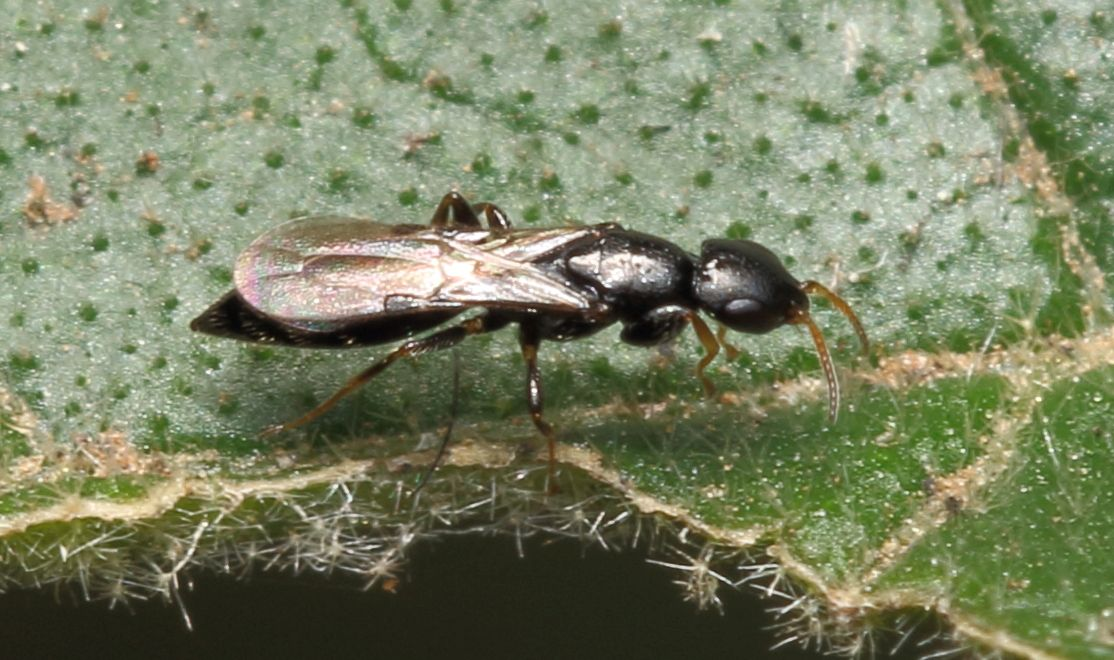

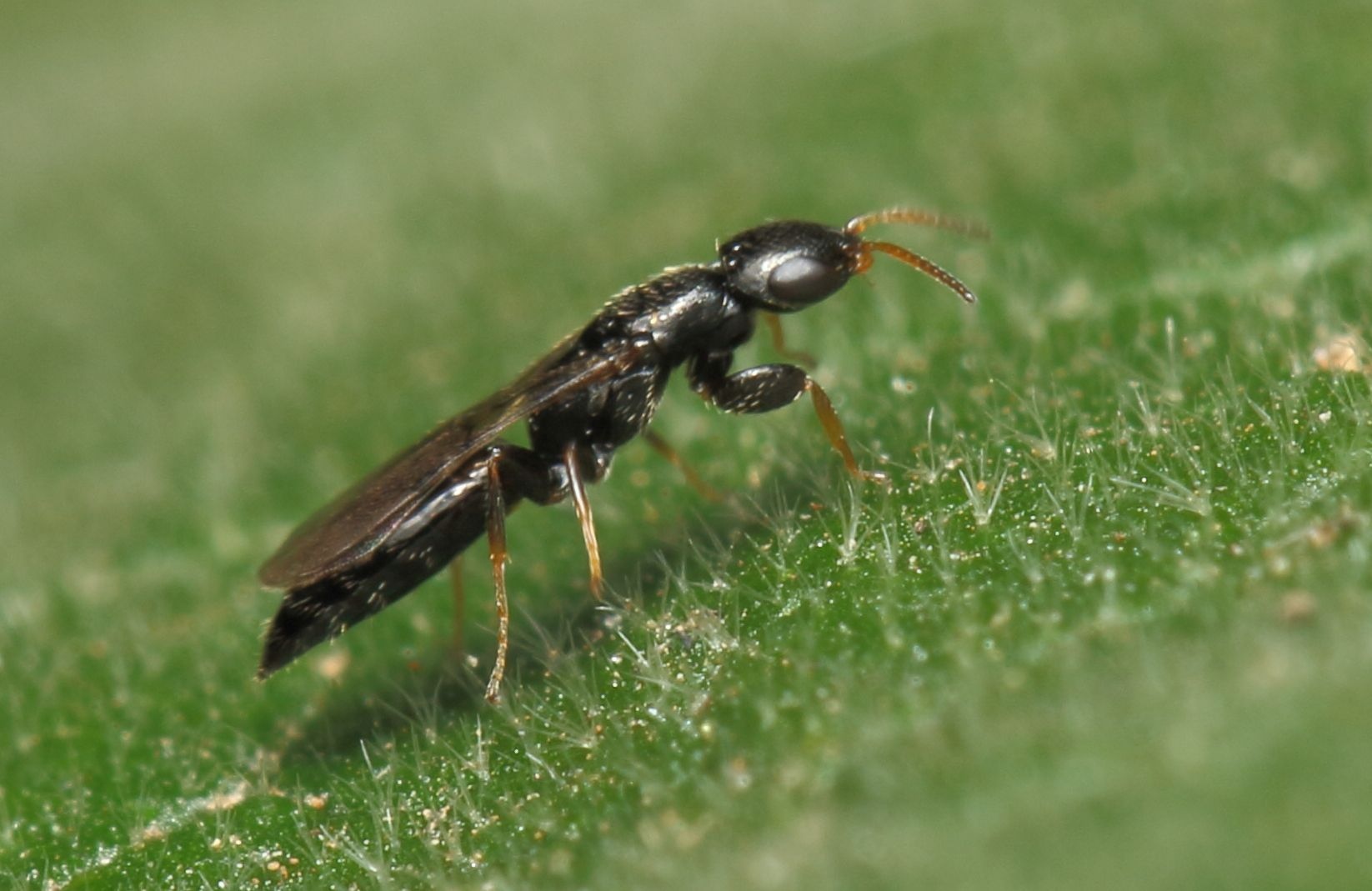

- Archaeopristocera Terayama, 2004 g
- Archaepyris Evans, 1973 g
- Aspidepyris Evans, 1964 g
- Ateleopterus Förster, 1856 g
- Australomesitius Barbosa & Azevedo g
- Bethylitella Cockerell, 1917 g
- Bethylopsis Fouts, 1939 g
- Bethylopteron Brues, 1933 g
- Bethylus Latreille, 1802 g b
- Caloapenesia Terayama, 1995 g
- Calobrachium Gobbi & Azevedo, 2016 g
- Calyozina Enderlein, 1912 g
- Celonophamia Evans, 1973 g
- Cephalonomia Westwood, 1833 i c g b
- Chilepyris Evans, 1964 c g
- Chlorepyris b (chlorepyris)
- Clytrovorus Nagy, 1972 g
- Codorcas Nagy, 1972 g
- Cretabythus Evans, 1973 g
- Cretepyris Ortega-Blanco & Engel, 2013 g
- Cretobethylellus Rasnitsyn, 1990 g
- Dissomphalus Ashmead, 1893 g b
- Elektroepyris Perrichot & Nel, 2008 g
- Epyris Westwood, 1874 g b
- Eupsenella Westwood, 1874 c g
- Foenobethylus Kieffer, 1913 g
- Formosiepyris Terayama, 2004 g
- Glenosema Kieffer, 1905 g
- Goniozus Förster, 1856 c g b
- Heterocoelia Dahlbom, 1854 g
- Holepyris Kieffer, 1904 g b
- Israelius Richards, 1952 g
- Itapayos Argaman, 2003 g
- Laelius Ashmead, 1893 g b
- †Lancepyris Azevedo & Azar, 2012 g
- Lithobiocerus Bridwell, 1919 g
- Liztor Ortega-Blanco & Engel, 2013 g
- Lytopsenella Kieffer, 1911 g
- Megaprosternum Azevedo, 2006 g
- Mesitius Spinola, 1851 g
- Metrionotus Moczar, 1970 g
- Moczariella Barbosa & Azevedo, 2014 g
- Odontepyris Kieffer, 1904 g
- Parapristocera Brues, 1933 g
- Pararhabdepyris Gorbatovsky, 1995 g
- Parascleroderma Kieffer, 1904 g
- Pilomesitius Moczar, 1970 g
- Plastanoxus Kieffer, 1905 g
- Pristocera Klug, 1808 g b
- Pristepyris Kieffer, 1905 g b
- Prorops Waterston, 1923 g
- Prosierola Kieffer, 1905 g
- †Protopristocera Brues, 1923 g
- Pseudisobrachium Kieffer, 1904 g b

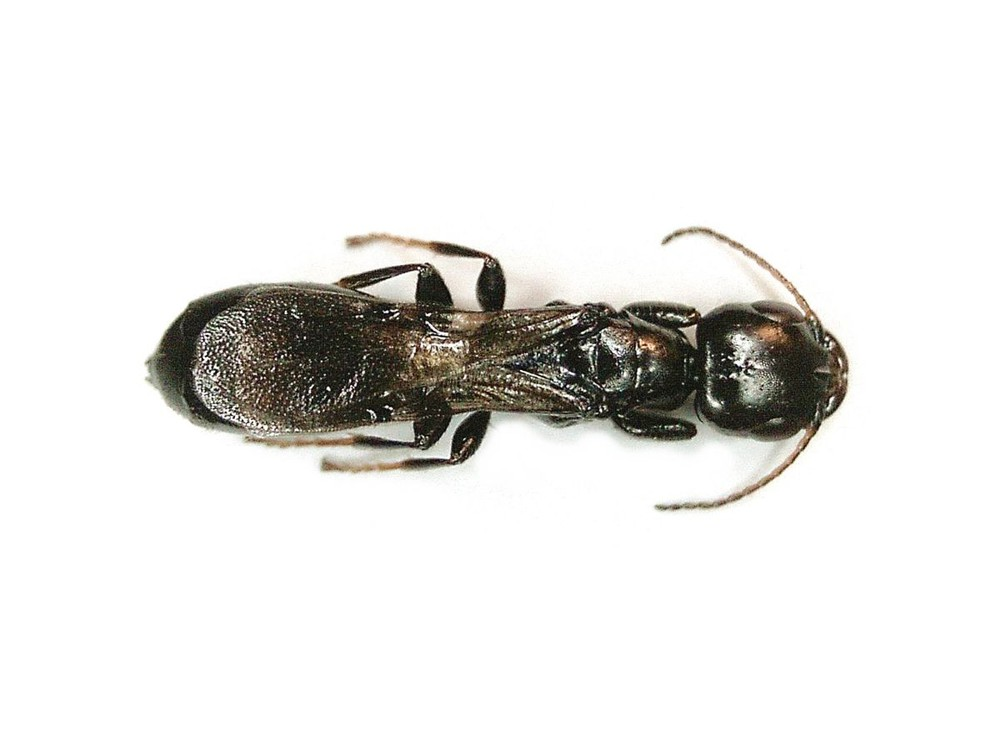

- Psilobethylus Kieffer, 1906 g
- Pycnomesitius Moczar, 1971 g
- Rhabdepyris Kieffer, 1904 g
- Sclerodermus Latreille, 1809 g b
- Sierola Cameron, 1881 g
- Sulcomesitius Moczar, 1970 g
- Trichiscus Benoit, 1956 g
- Tuberepyris Lanes & Azevedo, 2008 g
- Zimankos Argaman, 2003 g

Surse de date: i = ITIS, c = Catalogue of Life, g = GBIF, b = Bugguide.net

## Evoluție
Cele mai vechi înregistrări cunoscute ale grupului sunt din chihlimbar libanez datat în epoca Barremian.

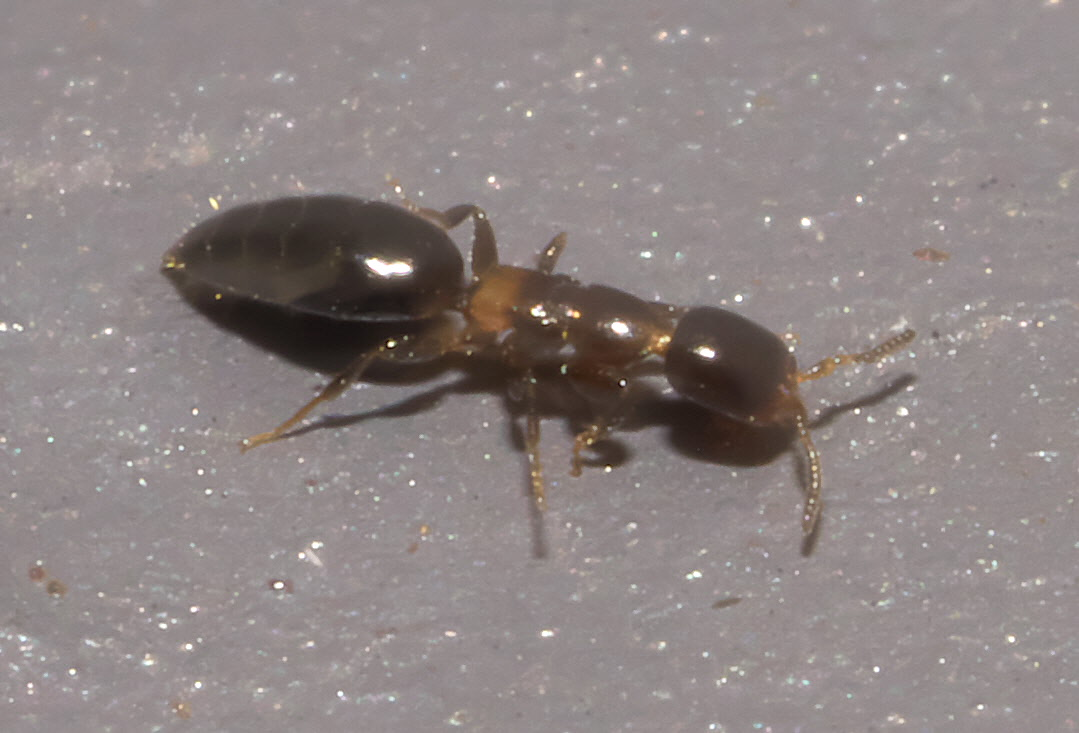
Sclerodermus